# Championnat du Costa Rica de football 1932
Navigation
Saison précédente Saison suivante
La Primera División 1932 est la douzième édition de la première division costaricienne.
Lors de ce tournoi, le CS Herediano a conservé son titre de champion du Costa Rica face aux sept meilleurs clubs costariciens.
Chacun des huit clubs participant était confronté deux fois aux sept autres équipes.

## Les 8 clubs participants
| \| San José: Gimnástica Española Hispano Atlético CS La Libertad CS México LD Alajuelense AD Buenos Aires I San José CS Herediano Orión FC \| Localisation des clubs engagés dans le championnat. |
| San José: Gimnástica Española Hispano Atlético CS La Libertad CS México LD Alajuelense AD Buenos Aires I San José CS Herediano Orión FC                                                           |

| Club                | Stade                        | Capacité          | Ville        |
| LD Alajuelense      | Stade inconnu                | Capacité inconnue | Alajuela     |
| AD Buenos Aires     | Stade inconnu                | Capacité inconnue | Buenos Aires |
| Gimnástica Española | Stade inconnu                | Capacité inconnue | San José     |
| CS Herediano        | Stade inconnu                | Capacité inconnue | Heredia      |
| Hispano Atlético    | Stade inconnu                | Capacité inconnue | San José     |
| CS La Libertad      | Stade national du Costa Rica | 25 500            | San José     |
| CS México           | Stade inconnu                | Capacité inconnue | San José     |
| Orión FC            | Stade Lito Monge             | 27 500            | Curridabat   |

## Compétition
Les huit équipes affrontent à deux reprises les sept autres équipes selon un calendrier tiré aléatoirement. 
Le classement est établi sur l'ancien barème de points (victoire à 2 points, match nul à 1, défaite à 0).
Le départage final se fait selon les critères suivants :
- Le nombre de points.
- Un match de départage.

### Classement
| Rang | Équipe              | Pts | J  | G | N | P  | Bp | Bc | Diff |
| ---- | ------------------- | --- | -- | - | - | -- | -- | -- | ---- |
| 1    | CS Herediano (T)    | 20  | 14 | 9 | 2 | 3  | 50 | 21 | +29  |
| 2    | Orión FC            | 18  | 13 | 8 | 2 | 3  | 43 | 26 | +17  |
| 3    | Gimnástica Española | 17  | 13 | 7 | 3 | 3  | 38 | 27 | +11  |
| 4    | CS La Libertad      | 16  | 14 | 8 | 0 | 6  | 41 | 25 | +16  |
| 5    | AD Buenos Aires     | 14  | 13 | 7 | 0 | 6  | 39 | 34 | +5   |
| 6    | LD Alajuelense      | 14  | 14 | 7 | 0 | 7  | 24 | 28 | -4   |
| 7    | CS México           | 6   | 13 | 3 | 0 | 10 | 17 | 50 | -33  |
| 8    | Hispano Atlético    | 3   | 14 | 1 | 1 | 12 | 13 | 54 | -41  |

| Légende : Abréviations | Légende : Abréviations |
| ---------------------- | ---------------------- |
|                        | (T) : Tenant du titre  |

## Bilan du tournoi
| Tableau d'Honneur |              |
| Compétition       | Vainqueur    |
| Primera División  | CS Herediano |